# Hundeln
Hundeln är en sjö i Oskarshamns kommun i Småland och ingår i Marströmmens huvudavrinningsområde. Sjön är 11 meter djup, har en yta på 0,144 kvadratkilometer och är belägen 54 meter över havet.

## Delavrinningsområde
Hundeln ingår i det delavrinningsområde (637187-152970) som SMHI kallar för Utloppet av Issjön. Medelhöjden är 67 meter över havet och ytan är 13,81 kvadratkilometer. Det finns ett avrinningsområde uppströms, och räknas det in blir den ackumulerade arean 52,14 kvadratkilometer. Hökforsbäcken som avvattnar avrinningsområdet har biflödesordning 2, vilket innebär att vattnet flödar genom totalt 2 vattendrag innan det når havet efter 34 kilometer. Avrinningsområdet består mestadels av skog (84 procent). Avrinningsområdet har 0,89 kvadratkilometer vattenytor vilket ger det en sjöprocent på 6,5 procent.